# Saint-Quay-Portrieux
Saint-Quay-Portrieux település Franciaországban, Côtes-d’Armor megyében. Lakosainak száma 3253 fő (2022. január 1.). Saint-Quay-Portrieux Plourhan, Binic-Étables-sur-Mer és Tréveneuc községekkel határos.

## Népesség
A település népessége az elmúlt években az alábbi módon változott:
| Lakosok száma | 3105 | 2977 | 3018 | 3091 | 2995 | 2931 | 2997 | 3121 | 3159 | 3253 |
|               | 1968 | 1982 | 1990 | 2006 | 2013 | 2015 | 2017 | 2019 | 2020 | 2022 |